# Сёллёши, Андраш
А́ндраш Сёллёши (венг. Szőllősy András; 27 февраля 1921, Сасварош, Румыния — 6 декабря 2007, Будапешт, Венгрия) — венгерский композитор, музыковед и педагог.

## Биография
Начальное образование получил в Коложваре. Учился в Музыкальной академии Ференца Листа у Золтана Кодая (композиция), Яноша Вишки и в Риме у Гоффредо Петрасси. Затем продолжил обучение в Будапештском университете. С 1950 года профессор Высшей музыкальной школы в Будапеште. Он написал работы о Золтане Кодае, Артюре Онеггере, Игоре Стравинском; был редактором произведений Белы Бартока. Писал музыку к кино и спектаклям.

## Сочинения
- балет «В такое время жил я» (1962, Будапешт)
- концерт для струнных, медных, фортепиано и ударных (1957)
- концерт для клавесина и струнных (1978)

## Награды
- 1971 — Премия имени Ференца Эркеля
- 1985 — Премия имени Лайоша Кошута
- 1986 — Премия имени Белы Бартока и Диты Пастори
- 1954 — Заслуженный артист ВНР
- 1970 — Народный артист ВНР
- 1987 — Командор французского ордена Искусств и литературы
- 1998 — Премия имени Белы Бартока и Диты Пастори
- 2007 — Премия Сеченьи